# Monaster św. Aleksandra Newskiego w Suzdalu
Monaster św. Aleksandra Newskiego – pierwotnie żeński, po reaktywacji męski klasztor prawosławny w Suzdalu, należący do eparchii włodzimierskiej.

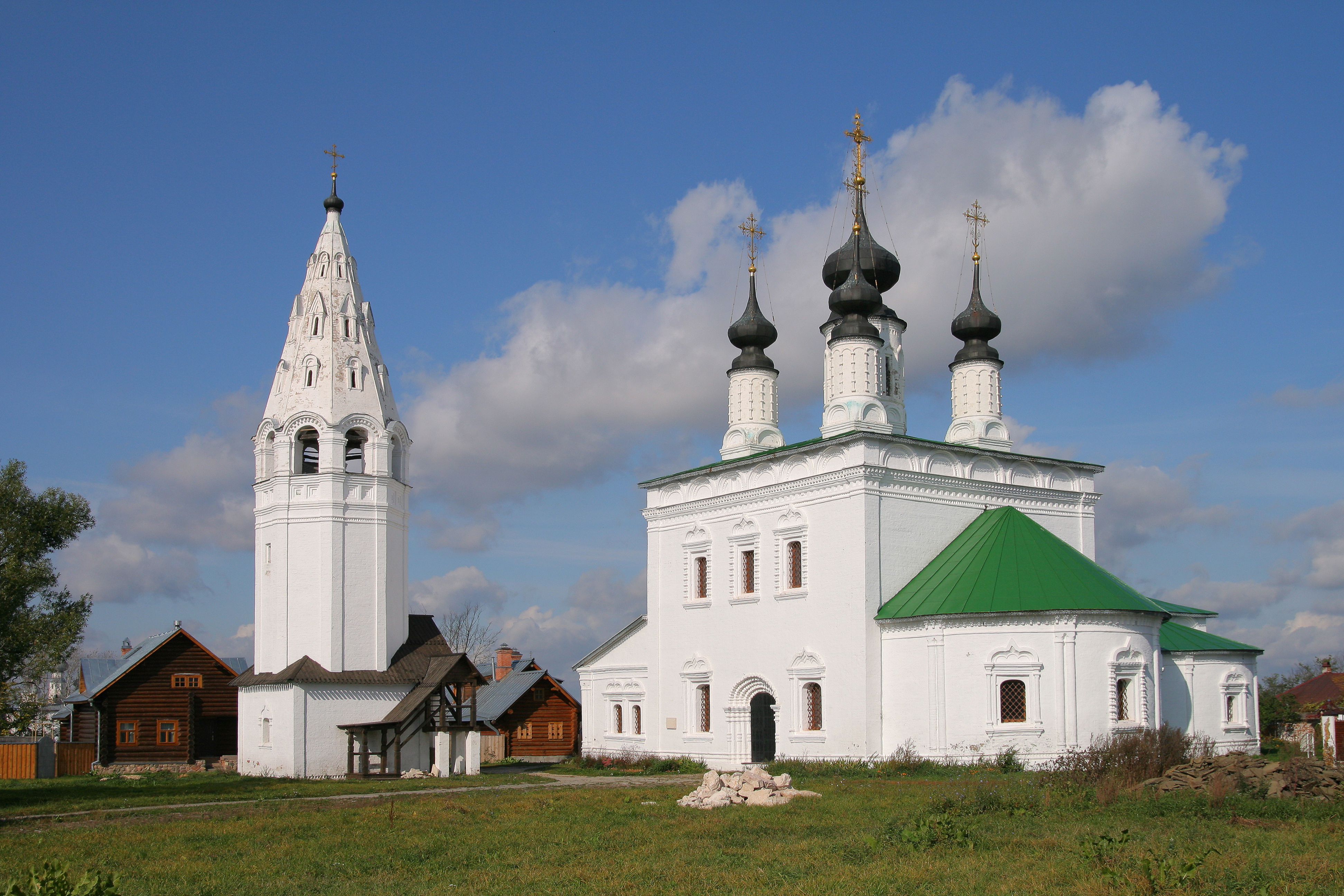
Główna cerkiew klasztorna

Według podania pierwsza wspólnota monastyczna w miejscu dzisiejszego klasztoru św. Aleksandra została założona w 1240 przez Aleksandra Newskiego, który ufundował na potrzeby wspólnoty drewnianą cerkiew. W kolejnych stuleciach monaster otrzymywał nadania ziemskie od kolejnych książąt moskiewskich, a jego pozycja wzrosła na tyle, że zaczął być określany jako Wielka Ławra. Zabudowania klasztorne z tego okresu nie przetrwały – śladem po nich są jedynie dwie płyty nagrobne z 1362 i 1393, znajdujące się pierwotnie w miejscach pochówku księżniczek suzdalskich Marii i Agripiny.
W 1650 na polecenie biskupa suzdalskiego Serapiona dokonano rozbiórki starszych zabudowań monasterskich i zastąpiono je całkowicie nową architekturą. Na budowę głównej cerkwi, powstałej w 1695 świątyni pod wezwaniem Wniebowstąpienia Pańskiego, środki przekazała Natalia Naryszkina. Nowy zespół zabudowań monasterskich został wzniesiony w stylu typowym dla siedemnastowiecznej architektury ziemi włodzimierskiej i suzdalskiej. Cerkiew Wniebowstąpienia Pańskiego jest zwieńczona pięcioma cebulastymi kopułami, z absydą, dekorowana zewnętrznie starannie rzeźbionymi fryzami i obramowaniami okien, bez dekoracji malarskiej na zewnątrz. Dzwonnica cerkwi nie tworzy z nią jednej bryły, lecz jest usytuowana w sąsiedztwie świątyni. Jest to jedyna taka budowla w Suzdalu, która nie posiada dekoracji zewnętrznej.
W XVIII w. całość zabudowań klasztornych została otoczona niskim murem z cegły, w którym dla celów dekoracyjnych umieszczono baszty naśladujące ruską architekturę obronną. W murze znajdowała się również ozdobna brama wjazdowa – obiekt ten razem z fragmentem przyległego muru jest jedynym jego zachowanym elementem.
Od 2005 monaster jest ponownie czynny.